# Eberhard-Schöck-Stiftung
Die Eberhard-Schöck-Stiftung (ESST) ist eine Stiftung mit Sitz in Steinbach (Baden-Baden). Sie wurde 1992 gegründet und ist nach ihrem Gründer benannt. Eberhard Schöck selbst war Bauingenieur und Unternehmer. Unter dem Leitsatz „Wandel durch Ausbildung“ soll vor allem das Bauhandwerk in Mittel- und Osteuropa gefördert werden. Durch Vergabe des Schöck Bau-Innovationspreises und des Kulturpreises Deutsche Sprache ist die Stiftung auch in Deutschland tätig.

## Organisation

### Sitz
Die Stiftung hat ihren Sitz im Industriegebiet von Steinbach, einem Ortsteil von Baden-Baden.

### Vorstand, Geschäftsführung und Kuratorium

#### Vorstand
Mitglieder:
- Simone Schöck, Vorstandsvorsitzende
- Jürgen D. Wickert, Stellvertreter der Vorstandsvorsitzenden
- Christof Maisch, Vorstand
- Peter Möller, Geschäftsführender Vorstand
- Felicitas Schöck, Vorstand
- Eberhard Schöck, Vorstand (verstorben)

#### Geschäftsführung
Geschäftsführender Vorstand ist Peter Möller. Er ist mit seinem Team für die Umsetzung der Projekte zuständig.

#### Kuratorium
Das Kuratorium besteht aus Politikern aus der Region Baden, Mitgliedern der Familie Schöck und anderen Personen.
- Ursula Lazarus, Kuratoriumsvorsitzende
- Hannes Ludwig, Stellvertretender Vorsitzender
- Dieter Binz
- Olaf Feldmann
- Peter Götz[4]
- Petra Ines Meister
- Sabine Schöck
- Roland Seiter

### Finanzen
Die Stiftung finanziert ihre Tätigkeit überwiegend aus den Erträgen des ihr vom Stiftungsgründer zugewandten Stiftungsvermögens sowie aus Spenden. Der größte Teil des Stiftungsvermögens besteht aus Aktien der Schöck AG, deren größter Einzelaktionär die Stiftung ist. In den letzten Jahren wurde die Kooperation mit deutschen und europäischen Fördereinrichtungen noch mehr ausgebaut und es wurden Kofinanzierungsmittel für verschiedene Projekte eingeworben. Knapp an die 12 Millionen Euro wurden bereits in abgeschlossene oder noch laufende Projekte investiert.

## Entstehungsgeschichte
Die Stiftung wurde 1992 gegründet, um das privatwirtschaftliche Bauhandwerk in den Transformationsstaaten Mittel- und Osteuropas unter dem Motto „Wandel durch Ausbildung“ zu fördern.

## Zweck und Ziele
Die private Stiftung bürgerlichen Rechts  verfolgt ausschließlich gemeinnützige Zwecke. Die Stiftung hat zum Ziel, die Bildung und Erziehung im Bereich Bauhandwerk und in den baufachlichen Ingenieurwissenschaften zu fördern. Insbesondere soll der Aufbau von mittelständischen Strukturen in den Transformationsstaaten unterstützt werden. Wichtigstes Ziel ist es, das Bauhandwerk in Mittel- und Osteuropa zu fördern und durch Qualifizierungsprogramme und andere Maßnahmen junge Bauhandwerker dazu anzuregen und zu befähigen, sich in ihrem Heimatland eine selbständige Existenz aufzubauen. Außerdem wird in einzelnen Modellprojekten die Berufsausbildung für Bauhandwerker grundlegend modernisiert. Die ehemaligen sozialistischen Länder sind in der Bauwirtschaft auf gut ausgebildete Fachleute angewiesen, um den Anforderungen an qualitativ hochwertiges Bauen und Ausbauen zu genügen. Ausgehend von der Überzeugung, dass gerade der Mittelstand ein wesentlicher Faktor für Demokratie und Marktwirtschaft ist, soll mit den Maßnahmen der Stiftung ein Beitrag zur Entwicklung des privatwirtschaftlichen Bauhandwerks und damit zum Aufbau von mittelständischen Strukturen in den mittel- und osteuropäischen Ländern geleistet werden. Aber auch in Deutschland fördert die Stiftung die Entwicklung und Forschung im Bauingenieurwesen durch den Schöck Bau-Innovationspreis und die deutsche Sprache durch den Kulturpreis Deutsche Sprache. Außerdem unterstützt die Stiftung den deutschen Hochschulbaupreis und das DEUTSCHLAND Stipendium. Durch diese Programme und Projekte werden wirtschaftliche, gesellschaftliche, strukturpolitische sowie bildungspolitische Themenfelder bearbeitet und gefördert. Obendrein dienen die Projekte auch als Forum für die internationale Verständigung.

### Programme
Ein Jahr nach der Stiftungsgründung begannen die Vorbereitungen für das erste Qualifizierungsprogramm für Bauhandwerker. Bis heute haben an den Programmen seit ihrer Aufnahme 1994 mehr als 5400 Handwerker, Berufsschullehrer, Berufsschüler, Unternehmer und Führungskräfte aus zehn verschiedenen mittel- oder osteuropäischen Ländern teilgenommen.
Die Qualifizierungsprogramme für Bauhandwerker werden seit Ende der 1990er Jahre überwiegend im Rahmen von Städtepartnerschaften durchgeführt. Das Konzept, die Beratung sowie der größte Teil der Finanzierung stammen von der Eberhard-Schöck-Stiftung. Den Städten, die eine aktive Partnerschaft zu einer Stadt in der Russischen Föderation, der Ukraine oder in anderen osteuropäischen Ländern unterhalten, obliegen Organisation vor Ort und Betreuung der Programmteilnehmer. Seit Beginn der Städtepartnerschaftsprogramme 1996 beteiligten sich die deutschen Städte Speyer, Pforzheim, Karlsruhe, Ettlingen, Freiburg und Rheine zum Teil mehrmals an diesem Austauschprogramm.
Um jungen Unternehmern in Mittel- und Osteuropa bei ihrer Existenzgründung zur Seite zu stehen, hat die Stiftung den besten von ihnen Darlehen aus stiftungseigenen Kleinkreditprogrammen zur Verfügung gestellt. Diese dienen zur Finanzierung der notwendigsten Werkzeuge und Geräte ihrer Werkstatt.
2007 wurde im Rahmen des Städtepartnerschaftsprogramms das Pilotprojekt „Berufsschüleraustausch“ zwischen Pforzheim und Irkutsk (Russland) durchgeführt. Nach dem Besuch der Berufsschüler der Alfons-Kern-Schule in der sibirischen Stadt folgte nur kurze Zeit später der Gegenbesuch. Es folgte ein weiteres Austauschprogramm für Berufsschüler aus Karlsruhe und Krasnodar (Russland)., Lahr und Jekaterinburg, Pforzheim und Jekaterinburg. Weitere Projekte sind geplant. Diese Austauschprogramme werden von der Stiftung Deutsch-Russischer Jugendaustausch gefördert.

### Projekte
Das größte Einzelprojekt der Stiftung war seit 1998 das Deutsch-Russische Modellprojekt „Förderung des Handwerks durch Berufsausbildung“ in Jekaterinburg (Russland). Gemeinsam mit dem Bildungsministerium des Swerdlowsker Gebietes wurden die Berufsausbildungen Maler/Designer, Fliesen- und Mosaikleger sowie Tischler reformiert und an europäische Standards angepasst und eine Zusatzausbildung zum Meister/Manager eingeführt. 2002 wurden in Jekaterinburg die ersten Absolventen der reformierten handwerklichen Berufsausbildung verabschiedet. Um diese erfolgreiche Entwicklung voranzutreiben, wurde in Jekaterinburg an der Berufspädagogischen Universität ein Institut für die Entwicklung des Handwerks gegründet. Zwei Jahre später folgte mit einer Internationalen Konferenz der Abschluss dieses Projekts. In der Folgezeit wurde diese neugestaltete Berufsausbildung auch an vielen anderen Berufsschulen in Russland eingeführt.
Zusammen mit der Hanns-Seidel-Stiftung e. V. und der Sequa, Stiftung für wirtschaftliche Entwicklung und berufliche Qualifizierung, wurde in Pécs (Ungarn) 1999 die Meisterprüfung in Bauberufen eingeführt. Inhalt, Ablauf und Anforderungen sind eng an den deutschen Standards orientiert. Nach der Prüfung sind die Absolventen in der Lage, einen eigenen Betrieb zu gründen und zu führen.
Seit 2003 gehört die Stiftung auch dem Stiftungsarbeitskreis Berufsbildung Osteuropa, der von der Robert Bosch Stiftung initiiert wurde, an. Dieser Stiftungsarbeitskreis besteht aus zehn Mitgliedern, die sich im Bereich der handwerklichen Ausbildung in Osteuropa engagieren. Im Auftrag des Arbeitskreises organisierte die Stiftung im Juni 2010 in Jekaterinburg die zweite „Begleitwerkstatt handwerkliche Berufsausbildung in Südost- und Osteuropa“ mit Teilnehmern aus sechs Ländern.
Der Stiftungsarbeitskreis begann in Jekaterinburg unter Federführung der Eberhard-Schöck-Stiftung derweil das Projekt „Berufsausbildung für Fachkräfte in Kleinunternehmen“ in Zusammenarbeit mit dem dortigen Bildungsministerium. Es wird bis 2011 am Uraler College für Technologie und Unternehmertum in den Berufen „Fachkraft für sanitärtechnische und Heizungsanlagen“ sowie Dachdecker eine Anpassung und Modernisierung der Berufsausbildung vorgenommen. Ziel ist es, den Klein- und Mittelunternehmen durch Anpassung der beruflichen Bildung an westliche Standards, besser ausgebildete und qualifizierte Mitarbeiter zur Verfügung zu stellen. Die Unternehmen können sich dadurch besser am Markt behaupten und weiterentwickeln. Die Robert Bosch Stiftung, die W. P. Schmitz-Stiftung und die Louis Leitz Stiftung förderten dieses Projekt mit finanziellen Mitteln.
In Kiew wurde 2002 das „Deutsch-Ukrainische Bauzentrum Kiew (BZK)“ eröffnet. Das BZK war ein sowohl im deutschen als auch im ukrainischen Wirtschaftsministerium offiziell registriertes Projekt. Trägerschaft und Projektleitung lagen bei der Eberhard-Schöck-Stiftung. Die Anschubfinanzierung erfolgte zum größten Teil aus Mitteln des Transformprogrammes der deutschen Bundesregierung. Als Trägerorganisation für das Bauzentrum wurde die ukrainische gemeinnützige „Stiftung zur Förderung des Bauwesens“ gegründet. Diese hat seit April 2011 die Aufgaben des BZK übernommen und führt einen Teil der Projekte und Maßnahmen des BZK weiter. Außerdem unterstützt sie die Umsetzung der Projekte der Stiftung in der Ukraine. Wichtigster ukrainischer Partner ist die Kiewer Nationale Universität für Bauwesen und Architektur.
Seit 2009 führt die Stiftung mit Unterstützung des Bauzentrums bzw. der SFB in Lwiw in der Westukraine ein weiteres Projekt zur Modernisierung der handwerklichen Berufsausbildung durch. Zunächst wurde die Ausbildung für Maler/Restauratoren an der Höheren Beruflichen Kunstschule in Lwiw gemeinsam mit dem dortigen Bildungsdepartement deutschen und westeuropäischen Standards angepasst. Die Ergänzung dieses Modellprojektes um weitere Berufsausbildungsgänge ist vorgesehen. In einem zweiten Schritt wird derzeit die Ausbildung für Tischler/Restauratoren modernisiert.

### Partner
Die Projekte werden mithilfe verschiedener Partner realisiert: Nichtregierungsorganisationen, Ausbildungseinrichtungen, Interessenvertretungen des Handwerks, Städte, Handwerksbetriebe oder staatlichen Einrichtungen, die den Aufbau mittelständischer Strukturen in Mittel- und Osteuropa unterstützen.
Für die Umsetzung der Maßnahmen und Projekte stehen der Stiftung Experten aus den Bereichen Bauhandwerk und Bauwesen zur Verfügung.

## Ausgelobte Preise

### Schöck Bau-Innovationspreis
Die Stiftung zeichnet mit dem Schöck Bau-Innovationspreis jährlich drei innovative Diplomarbeiten oder Dissertationen auf dem Gebiet Massivbau aus. Die für diesen Preis nominierten Arbeiten zeigen in besonderer Weise die Bandbreite und Vielfalt innovativer Ideen. Die Diplomarbeiten stammen aus Bereichen wie konstruktivem Ingenieurbau, Energieeinsparung oder Erstellung von neuartigen Berechnungsmethoden. Mit diesem Preis will Eberhard Schöck erreichen, dass die Ingenieurwissenschaften insgesamt wieder attraktiver werden.
Alljährlich tritt die Jury, bestehend aus Harald Braasch, Baden-Baden, Gerhard Breitschaft, Berlin, Josef Hegger, Aachen, Lothar Stempniewski, Karlsruhe, Thomas Ummenhofer, Karlsruhe, und Joost C. Walraven zusammen, um die Preisträger festzulegen.

### Deutscher Hochschulbaupreis
Die Deutsche Universitätsstiftung lobt unter der Schirmherrschaft des Bundesministeriums für Verkehr, Bau und Stadtentwicklung (BMVBS) seit 2011 alle zwei Jahre den Deutschen Hochschulbaupreis aus. Der Preis wird durch ein Preisgeld der Stiftung in Höhe von 25.000 Euro unterstützt.

### Kulturpreis Deutsche Sprache
Die Stiftung vergibt seit 2001 jährlich den Kulturpreis Deutsche Sprache, einen der am höchsten dotierten Sprachpreise im deutschsprachigen Raum.

## Förderungen

### DEUTSCHLANDStipendium
Seit 2012 fördert die Stiftung im Rahmen des DEUTSCHLANDStipendiums Studierende der Hochschule Karlsruhe – Technik und Wirtschaft im Fachbereich Bauwesen.